# Pénitencier d'État du Colorado
Ne doit pas être confondu avec le l'Établissement correctionnel territorial du Colorado, qui était le premier pénitencier d'État du Colorado.
Colorado State Penitentiary
Le pénitencier de l'État du Colorado (en anglais : Colorado State Penitentiary ou CSP) est un pénitencier d'État américain à sécurité maximale de niveau V situé à Cañon City, le comté de Fremont, dans l'État américain du Colorado. L'établissement fait partie du complexe d'État d'East Cañon, également constitué de six autres établissements correctionnels d'État de différents niveaux de sécurité.
Le pénitencier d'État du Colorado est situé dans le comté de Fremont, juste à l'est de Cañon City, siège du comté, dans le Colorado. C'est l'une des 25 prisons administrées par le Département des services correctionnels du Colorado (en) et l'une des sept situées à Cañon City ou dans ses environs[réf. nécessaire].
Les autres prisons du complexe East Cañon comprennent le centre correctionnel Arrowhead, le centre correctionnel Centennial (en), le centre correctionnel Four Mile, le centre correctionnel de Fremont (en) et le centre correctionnel Skyline (en), tous situés à proximité du comté de Fremont. L'ancien centre correctionnel pour femmes du Colorado, situé près de Cañon City, également dans le comté de Fremont, est fermé depuis le 4 juin 2009.

## Histoire
Le pénitencier d'État du Colorado entre en activité en 1993 en tant qu'établissement de niveau V (établissement d'isolement administratif - en anglais : Administrative Segregation Facility). La construction de l'établissement s'est déroulée en deux phases : la première, en 1993, pour l'ouverture de l'établissement avec une capacité de 504 détenus et la seconde, en 1995, avec la construction de 252 cellules supplémentaires, permettant au pénitencier de disposer de 725 places au total.
Le premier pénitencier d'Etat du Colorado entre en activité en 1871, antérieurement à l'accession au statut d'État du Colorado, dans les limites de la ville de Cañon City. C'est dans cet établissement que se trouvait le premier couloir de la mort du Colorado et qu'est survenu l'émeute de 1929[réf. nécessaire]. En 1993, après la construction du pénitencier d'État actuel, cette prison devient alors l'établissement correctionnel territorial du Colorado, établissement de sécurité moyenne.

## Description
Aujourd'hui, le pénitencier d'État du Colorado abrite certains des détenus les plus dangereux, les plus violents et les plus perturbateurs du Colorado. Il abrite également la chambre d'exécution par injection létale de l'État mais les condamnés à mort sont incarcérés dans le « couloir de la mort » installé dans l'établissement correctionnel de Sterling (en).
Tous les détenus du pénitencier d'État du Colorado sont détenus à l'isolement, officiellement appelé isolement administratif (« AdSeg »)[réf. nécessaire]. Les détenus soumis au régime « AdSeg » sont tous détenus dans des cellules d'isolement 23 heures par jour pendant toute la durée de leur peine. Le pénitencier permet aux détenus de sortir de leur cellule pendant une heure par jour, incluant une période passée dans la cour de promenade.
De telles conditions sont cependant considérées[Par qui ?] comme néfastes pour la santé mentale des détenus et peuvent aggraver les problèmes mentaux existants. L’isolement cellulaire prolongé a été considéré comme constitutif de torture et de violation du droit international,.
En 2011, l'établissement comptait 984 détenus.

## Couloir de la mort
Lorsque le pénitencier d'État du Colorado ouvre ses portes, le couloir de la mort y est transféré depuis l'établissement correctionnel territorial du Colorado. Le Colorado n'a plus de couloir de la mort physique depuis 2011, année durant laquelle l'État du Colorado transfère ses prisonniers du couloir de la mort vers l'établissement correctionnel de Sterling (en). Cette décision est consécutive à un règlement à l'amiable conclut lors du procès fédéral intenté par Nathan Dunlap, un condamné à mort qui s'était plaint des effets néfastes sur sa santé physique et mentale du manque d'installations d'exercice en plein air au pénitencier de l'État du Colorado.
En vertu la loi de l’État, les détenus condamnés à mort doivent être exécutés au pénitencier de l’État du Colorado. Chacun d'entre eux est ainsi transféré et détenu dans l'établissement durant la semaine précédant sont exécution. Il est placé dans une cellule de détention séparée et située dans le quartier d'exécution. Tous les condamnés à mort en attente de leur exécution sont catégorisé au « niveau de détention le plus sûr, isolement administratif ».
La peine capitale a été abolie dans le Colorado par le législateur pour tout crime commis après juillet 2020, les trois derniers détenus encore présents  dans le couloir de la mort ayant bénéficié d'une grâce leur évitant la peine de mort par le gouverneur Jared Polis, leur peine ayant été commuée[réf. nécessaire].

## Détenus notables
- Charles 'Chucky' Limbrick Jr. : Reconnu coupable de meurtre au premier degré en 1988, alors qu'il avait 15 ans, pour la mort de sa mère à Colorado Springs, et condamné à 40 ans de prison à perpétuité. Libéré de prison sur parole en 2011, sur ordre du gouverneur du Colorado, Bill Ritter[12],[13].
- Scott Lee Kimball (en) : Tueur en série, condamné à 70 ans de prison en 2009, détenu ici après une tentative d'évasion de l'établissement correctionnel de Sterling (en) en 2017 jusqu'à son transfert dans une prison fédérale en 2021.
- James Holmes (en) : Tueur de masse, condamné à 12 peines consécutives d'emprisonnement à perpétuité et à plus de 3 millénaires de prison pour la fusillade dans une salle de cinéma d'Aurora, au Colorado, perpétrée en 2012, au cours de laquelle il a tué douze personnes et en a blessé d'autres[14]. A depuis été transféré au pénitencier fédéral d'Allenwood, en Pennsylvanie[15].
- Jack Gilbert Graham : Tueur de masse, responsable de l'attentat à la bombe contre le vol 629 d'United Airlines transportant sa mère, tuant tous les passagers.
- Nathan Dunlap : Condamné à mort en 1996 dans le comté d'Arapahoe pour avoir tué quatre personnes (en) lors d'un meurtre par vengeance et d'un vol dans un restaurant Aurora Chuck-E-Cheese en 1993,[16]. Dunlap a obtenu un sursis temporaire de son exécution par le gouverneur du Colorado, John Hickenlooper, en 2013[17]. La peine de Dunlap a été commuée en perpétuité sans possibilité de libération conditionnelle après que l'État a aboli le recours à la peine de mort[18],[19],[20],[21].
- Sir Mario Owens : condamné à mort en 2008 dans le comté d'Arapahoe pour le meurtre de témoins d'un meurtre antérieur pour lequel il avait été reconnu coupable. Sa peine a été commuée en perpétuité sans possibilité de libération conditionnelle le 23 mars 2020, après que l'État a aboli la peine de mort[11],[18],[19],[20].
- Robert Ray : condamné à mort  en 2010 dans le comté d'Arapahoe. Il est co-accusé dans la même affaire que Sir Mario Owens[11]. Sa peine a été commuée en perpétuité sans possibilité de libération conditionnelle le 23 mars 2020, après l'abolition de la peine de mort[11],[18],[19],[20].
- Freddie Glenn (en) : Meurtrier de la sœur de l'acteur Kelsey Grammer, nommée Karen, et de deux hommes en 1975. Transféré dans l'établissement en provenance de l'établissement correctionnel de Limon (en).

## La prison dans l'art et la culture
Le pénitencier est le sujet central de l'épisode « Solitary Confinement » de la série documentaire National Geographic Explorer (en) . L'épisode est diffusé pour la première fois le 11 avril 2010.
Le livre Maximum Insecurity, écrit par William Wright, donne un aperçu du système médical du pénitencier de l'État du Colorado.
Dans le roman Tallgrass, écrit par Sandra Dallas, Bobby Archuleta, un cultivateur de betteraves qui avoue avoir violé et tué sa belle-sœur, une adolescente atteinte de polio, est incarcéré dans le pénitencier de l'État du Colorado.